# In der Misosuppe
In der Misosuppe (jap. イン ザ・ミソスープ, In za miso sūpu [= In the Miso Soup]) ist ein Roman von Ryū Murakami. Er erschien erstmals 1997 auf Japanisch und 2006 in deutscher Übersetzung von Ursula Gräfe im Verlag Kiepenheuer & Witsch.

## Inhalt

### Kapitel 1
Das erste Kapitel handelt vom ersten Treffen des Erzählers, dem 20-jährigen Fremdenführer Kenji und dem amerikanischen Touristen Frank, der eine Tour durch das Rotlichtviertel bei ihm bucht. Die beiden beschließen am ersten Abend, einen Rundgang durch das Viertel zu unternehmen, mit dem Ziel, Frank einen Sexualpartner zu finden. Franks seltsames Verhalten in einer Dessous-Bar und in einer Peep Show kommen Kenji merkwürdig vor. Zudem beginnt er, Frank zu verdächtigen, etwas mit dem Mord an einem Schulmädchen zu tun zu haben. Der Abend endet darin, dass die beiden in einem Betting Center eine Wette abschließen. Hier zeigt sich abermals Franks merkwürdiges Verhalten und erstmals sein Hass gegenüber Obdachlosen.

### Kapitel 2
Das zweite Kapitel beginnt in der Wohnung von Kenji. Seine Freundin kommt zu Besuch und sie diskutieren über das Erlebte der vergangenen Nacht. In den Nachrichten läuft ein Beitrag über einen ermordeten Obdachlosen. Kenji ist sich unsicher, ob Frank nicht etwas damit zu tun haben könnte. Die beiden treffen sich trotzdem und Frank hatte vor, zunächst in eine Kneipe zu gehen, um sich etwas anzutrinken. In der Kneipe stellt Kenji fest, dass sich an Franks Arm Narben von Selbstmordversuchen befanden, die er versucht hat mit Make-up zu überdecken. Die beiden setzten sich zu Maki und Yuko. Das Gespräch mit den beiden Frauen verläuft merkwürdig. Nach einem Disput mit dem Manager über die Preise zeigt sich Franks psychopathische Seite. Er richtet in der Bar ein Blutbad an, verschont allerdings Kenji. Die beiden verlassen im Anschluss die Bar.

### Kapitel 3
Das dritte Kapitel beginnt direkt im Anschluss. Frank erklärt Kenji, dass etwas in seinem Gehirn nicht stimmt und er sowohl seine Erinnerungen nicht koordinieren kann als auch multiple Persönlichkeiten hat. Er bezahlt ihn und stellt ihm frei, zur nahe gelegenen Polizeistation zu gehen und ihn anzuzeigen. Doch dieser schafft es nicht, sich dazu durchzuringen, da er sich einredet, dass er selber Probleme mit der Polizei bekommen könnte. Frank bittet Kenji, ihn an einen Ort zu bringen, an dem man die Neujahresglocke hören kann. Die beiden verbringen die Nacht in einem verlassenen Hochhaus und Frank erzählt Kenji, wie sein Leben bisher verlief. Er beging bereits als Kind Morde an Schwänen und Menschen, daher verbrachte er einen Teil seiner Kindheit in Nervenkliniken. Während eines dieser Aufenthalte in einer Klinik wurde bei ihm eine Lobotomie durchgeführt, die sein seltsames Verhalten erklärt. Am nächsten Tag machten die beiden sich auf den Weg zur Brücke, um die Glocken zu hören. Sie gingen zuvor noch in ein Nudel-Restaurant und Frank vergleicht seine Lage damit, dass er sich in der Misosuppe befände. Als Frank Kenjis Freundin Jun, die die beiden aus der Ferne beobachten sollte, auf einer Parkbank in der Nähe sah, sagte er, dass er von Kenjis Plan Bescheid weiß, er die beiden aber nicht töten werde; dann lässt er Kenji zu seiner Freundin gehen.

## Charaktere
Kenji: Der 20-jährige Tourguide führt Touristen durch das Rotlichtviertel Kabuki-cho in Tokio. Er lebt in einem Ein-Zimmer-Apartment. Seine Mutter arbeitet für ein Textilgeschäft, sein Vater starb, als er in der achten Klasse war. Er hat ein gutes Verhältnis zu seiner Mutter, hat aber nicht vor, an einer Universität zu studieren oder in einem Büro zu arbeiten, wie diese es sich von ihm wünscht. Mit seinem Job will er genug Geld sparen, um nach Amerika auswandern zu können. Er spielte in seiner Jugend Baseball. Bereits beim ersten Aufeinandertreffen mit Frank kommt ihm dieser unheimlich vor. Spätestens nach der Ermordungsszene im Pub entwickelt er eine gewisse Zuneigung zu ihm, die er sich allerdings nicht erklären kann. Nach dem zweiten Gespräch, in dem sich Frank über einen Obdachlosen herzieht, gibt sich diese Zuneigung allerdings.
Frank: Er ist ein Tourist aus Amerika, der eine Tour bei Kenji bucht. Er sagt, er sei 35 Jahre alt und arbeite als Geschäftsmann. Kenji beschreibt sein Aussehen als merkwürdig, da man nicht wirklich einschätzen könne, wie alt er tatsächlich ist. Zudem wirkt seine Haut künstlich. Im Laufe der Handlung verstrickt er sich immer wieder in Lügen, die er durch einen Unfall zu erklären versucht, den er in seiner Kindheit hatte. Er entpuppt sich im Verlauf der Handlung als brutaler Mörder. Er wuchs in schwierigen Verhältnissen auf und verbrachte lange Zeit in Nervenkliniken. Der Unfall ist in Wahrheit eine Lobotomie, die nach seinem vierten Aufenthalt in Nervenkliniken an ihm durchgeführt wurde. Seitdem veränderte sich sein Leben stark, er schlief kaum, spürte keine Kälte mehr und sein Verhalten war außergewöhnlich.
Jun: Sie ist Kenjis 16-jährige Freundin. Sie wohnt zusammen mit ihrer Mutter und ihrem jüngeren Bruder und kümmert sich um diesen. Sie ist eine Oberschülerin, war aber davon überzeugt, nie die Hilfe von sogenannten „väterlichen Freunden“ zu beanspruchen, ältere Männer, die sich mit Mädchen im Oberschul-Alter treffen und ihnen dafür finanzielle Hilfe versprechen. Bevor sie in einer Beziehung mit Kenji war, hatte sie sich mit älteren Männern getroffen, aber nie mit ihnen geschlafen. Jun ist dankbar für das, was ihre Mutter ihr ermöglicht. Kenji beschreibt sie als eine durchschnittliche Schülerin, welche aber nicht dumm sei. Sie unterstützt Kenji so gut sie kann, um die Situation mit Frank zu lösen.

## Themen im Buch

### Liebe und Einsamkeit
Die Liebe und Einsamkeit in „In der Misosuppe“ kann gut auf die Hauptcharaktere übertragen werden. Kenji befindet sich in einer Beziehung mit Jun. Die beiden erfahren nicht nur in ihrer Beziehung Liebe, sondern sind auch in relativ guten Familienverhältnissen aufgewachsen. Sowohl Kenji als auch Jun haben ein gutes Verhältnis zu ihren Müttern. „Auf der Oberschule haben ein paar Typen ihre Mütter geschlagen, ich nie. Kein einziges Mal.“ (S. 10) „Juns Mutter arbeitet in der Verkaufsabteilung einer Versicherung, und ich weiß, dass Jun sie sehr liebt und dankbar für die vielen Dinge ist, die ihre Mutter für sie tut.“ (S. 35) Diese Zuneigung ist es schließlich auch, die Kenji davor bewahrt, von Frank umgebracht zu werden. Einerseits da er Jun anruft als Frank ihm ein Messer an den Hals hält. Andererseits erkennt Frank in den beiden die Liebesfähigkeit und beschließt, sie nicht zu töten. „Frank hatte mich wegen Jun nicht getötet. Einen anderen Grund konnte ich mir nicht vorstellen. Ich glaubte nicht, dass sich Franks Gefühle für mich von denen für andere Leute unterschieden.“ (S. 153) Nach dem Morden in der Bar befindet sich Kenji in einer zwiegespaltenen Situation. Er ist stark davon überzeugt, Frank bei der Polizei anzeigen zu wollen, aber er redet sich immer wieder neue Gründe ein, es nicht zu tun. Auch im anschließenden Gespräch mit ihm ist er von Franks Aussagen angewidert, dennoch verspürt er eine Art Mitleid mit ihm und kann nicht mehr wirklich unterscheiden was wahr und was falsch ist. „Frank erschien mir auf einmal als ein Mann, der sich trotz aller Quälereien, die man ihm angetan hatte, niemals gebeugt hatte.“ (S. 192) Als Frank erneut über einen Obdachlosen herzieht und sagt, dass diese es diese Art von Menschen sei, die er tötet, löst er sich trotz allem Verständnis aus seiner Gewalt. „Niemand hat das Recht zu entscheiden, welche Menschen degeneriert waren und welche nicht“ (S. 205). Frank hingegen denkt nicht so. Bereits in seiner Kindheit war er vor allem allein unterwegs. Er verbrachte viel Zeit bei Kinderpsychiatern und in Nervenanstalten. Nach seinen Aufenthalten in den Nervenkliniken distanzierte sich auch seine Familie von ihm. Kenji begegnete in seinem Job vielen Menschen, die mit einer Tour durch das Rotlichtviertel versuchten ihre Einsamkeit zu bekämpfen. Doch Frank strahlte eine besondere Einsamkeit aus. „Er wirkte niedergeschlagen. Ich warf einen Blick zu ihm hinüber, als wir an dem Toyota-Parkplatz vorbeigingen, und erschauerte. Er strahlte eine überwältigende, fast greifbare Einsamkeit aus.“ (s. 33). Allgemein handelt das Buch von Einsamkeit nicht nur im Rotlichtmilieu, sondern in der gesamten Gesellschaft. Es handelt von der inneren Leere derer, die im Neonlicht der Sexshows am Rande versuchen, ihre Familien zu ernähren und sich selbst in den Hintergrund stellen wie die Prostituierte aus Peru, die weit entfernt von ihrer Familie lebt, und derer, die diese Dienste kaufen. Über eine Leere und Gefühllosigkeit einer riesigen Metropole, die sich wahrscheinlich so auch in anderen Metropolen dieser Welt widerspiegelt.

### Kritik an Japan
„In der Misosuppe“ spielt im Jahre 1996, in einer Zeit, in der die japanische Wirtschaft stark angeschlagen war und die Nation von einem Erdbeben in Kobe und den Giftgasanschlägen der Ōmu Shinrikyō Sekte in der U-Bahn von Tokio heimgesucht wurde. Auf die Krise der Wirtschaft folgten gesellschaftlicher Stillstand und nationale Identitätszweifel. Eins der Themen dieses Romans ist genau diese Leere im Innern der japanischen Gesellschaft, die nach dem Zweiten Weltkrieg ihre traditionellen Werte gegen den auf Kommerz gerichteten „american way of life“ getauscht haben: „Es gibt keine Normen hinsichtlich dessen, was wichtig ist. Die Erwachsenen leben nur für Geld und Dinge, die einen festgelegten Wert haben, wie Markenprodukte“ (S. 191). Im Laufe der Handlung wird sich Kenji seiner Wut gegenüber seinen Mitmenschen bewusst: „Ich steigerte mich derart in meine innere Wut hinein, bis ich mich schließlich fragte, wozu man solches Gesindel überhaupt auf der Erde brauchte“ (S. 113). Er merkt, dass die Menschen Tokios keine richtigen Menschen mehr sind. „Solche Figuren empfanden anderen Menschen gegenüber nur Kälte. Sie spielten bloß eine Rolle. Allein ihre Gegenwart regte mich auf, und ich fragte mich, ob sie nicht mit Sägemehl oder Polyester ausgestopfte Stoffpuppen waren“. Da Kenji quasi zwischen der Sicht eines Japaners und eines Nicht-Japaners steht, erlebt er eine Phase der Identifikation mit Frank, und erkennt das Unwerte und viel Trostlosigkeit. Das Land zeigt sich ihm als Land ohne jede moralische Dimension. Schon in der Eingangspassage wird von Schulmädchen berichtet, die sich im Zentrum von Shinjuku prostituieren. Kenji kritisiert die zunehmende Sexualisierung des Alltags der Bevölkerung: „Es ist beinahe unmöglich, beim Anblick, der aus dem BH hervorquellenden Brüste, der Furche zwischen ihnen, eines in den Bauch einschneidenden Höschengummis und des zarten Schattens von schwarzem Schamhaar, der durch weiße Unterwäsche schimmert, unbefangen nüchtern zu bleiben. Das Ganze kommt einem irgendwie grausam vor“ (S. 24) Auch kritisiert er die Richtlinien des Bildungssystems in Japan und den daraus folgenden Arbeitsmarkt. „Eltern, Lehrer, das ganze Land bringen einem bei, ein ödes Sklavendasein zu führen, niemand bereitet einen auf ein ganz normales Leben vor“ (S. 71). Kenji versucht ein Leben zu führen, dass nicht den typischen Normen entspricht, da er weder daran interessiert ist zu studieren noch einen gewöhnlichen Bürojob zu ergreifen. Er zeigt auch, dass eine längere Tätigkeit in Kabuki-cho zum Ausgebranntsein führt: „Viele meiner Bekannten, die diesen Job schon länger machen, sind verbraucht. Nicht im Sinne von körperlich heruntergekommen, aber im persönlichen Gespräch hat man das Gefühl, die Worte gingen einfach durch sie hindurch“ (S. 21).

## Kritik
„In der Misosuppe liest sich wie ein physikalischer und moralischer Kollaps, nichts passt zusammen und doch stimmt auf abstoßende Weise alles. Umso ironischer und treffender ist es, dass Murakami für seinen Romantitel ein japanisches Nationalgericht auserkoren hat.“